# Броньчиці (Свентокшиське воєводство)
Броньчиці (пол. Brończyce) — село в Польщі, у гміні Бейсці Казімерського повіту Свентокшиського воєводства.
Населення — 151 особа (2011).
У 1975-1998 роках село належало до Келецького воєводства.

## Демографія
Демографічна структура на день 31 березня 2011 року:
|          | Загалом | Допрацездатний вік | Працездатний вік | Постпрацездатний вік |
| -------- | ------- | ------------------ | ---------------- | -------------------- |
| Чоловіки | 68      | 9                  | 51               | 8                    |
| Жінки    | 83      | 17                 | 50               | 16                   |
| Разом    | 151     | 26                 | 101              | 24                   |